# Grande lunette de l'exposition universelle de Paris 1900
La grande lunette de l'Exposition de Paris 1900 est la plus grande lunette astronomique jamais construite et constituait la pièce maîtresse de l'Exposition universelle de Paris de 1900.

## Historique
La construction de l'instrument a été initiée en 1892 par François Deloncle (1856-1922), membre de la Chambre des députés.
L'instrument, construit pour être présenté en démonstration à des expositions — notamment pour montrer sur grand écran au grand public « La Lune à un mètre » — devait être utilisé en position horizontale et nécessitait l'appoint d'un sidérostat de Foucault qui redirigeait la lumière captée vers l'objectif de la lunette. C'est la société Gautier qui a manufacturé les parties mécaniques et poli les lentilles coulées par Despret, ainsi que le miroir plan du sidérostat, d'après les études d'Édouard Mantois. De par sa conception, il était difficile de viser des objets astronomiques et n'était donc pas adapté à une réelle utilisation scientifique.
À l'inauguration de l'Exposition universelle, seule la lentille de l'objectif photographique était prête, le long travail de polissage pour la deuxième lentille ayant subi du retard, ce n'est qu'en cours d'exposition qu'elle fut livrée.
À la fin de l'exposition, les constructeurs n'ont pas réussi à trouver d'acquéreur pour l'instrument qui a été alors mis à la ferraille. Seuls le miroir du sidérostat et les lentilles de la lunette ont été préservés et sont toujours entreposés à l'observatoire de Paris.

## Conception
La lunette avait deux lentilles achromatiques interchangeables de 1,25 m (49,2 po) de diamètre, l'une destinée à l'observation visuelle et l'autre pour la prise de clichés photographiques — l'appareil fonctionnant comme un astrographe —, et avait une longueur focale de 57 m (187 pi). En raison de sa très grande taille, la lunette a été montée dans une position horizontale fixe. Vu la taille de l'instrument, l'emploi d'une monture équatoriale s'avérant impossible, les concepteurs conçurent un sidérostat de Foucault monté sur un cadre en fonte, le tout spécialement adapté pour la lunette. La lumière provenant des objets astronomiques était redirigée dans le tube optique par l'intermédiaire du sidérostat qui possédait un miroir mobile de 2 m (6,56 pi) de diamètre. Quant au tube d'acier horizontal, il était long de 60 m (197 pi). L'oculaire de la lunette (ou la plaque photographique), placé sur des rails, pouvait être décalé de cinq pieds pour la focalisation. Avec la plus basse puissance de 500×, le champ de vue était de trois minutes d'arc.

## Mise en place
La lunette a été mise en place dans le Palais de l'Optique, (bâti d'après les plans de Prosper Bobin) au Champ-de-Mars, près de la tour Eiffel. Le tube, orienté nord-sud, était composé de 24 cylindres de 1,5 mètre de diamètre et reposait sur sept piliers en béton et en acier, l'axe du tube était à une hauteur de sept mètres par rapport au sol. La salle située à l'extrémité et qui abritait le sidérostat et son miroir était surmontée d'un dôme mobile pour permettre un accès direct vers la voûte céleste.

## Observations scientifiques
Comme la lunette n'était pas conçue pour les observations scientifiques mais plutôt comme instrument de vulgarisation scientifique, très peu d'astronomes l'ont utilisée. Cependant Théophile Moreux (1867-1954) a pu observer les taches solaires qu'il a dessinées. L'astronome Eugène Antoniadi (1870-1944) s'est plus particulièrement intéressé aux nébuleuses qu'il a reproduites également par le dessin. Enfin, plusieurs grandes photographies de la surface lunaire ont été prises par Charles Le Morvan (1865-1933) et publiées dans le Strand Magazine de novembre 1900.

## Démantèlement de l'instrument
La société fondée en 1886 pour étudier la faisabilité de l'instrument et pour construire le télescope est déclarée en faillite peu après la clôture de l'Exposition et la lunette mise aux enchères en 1909. Aucun acheteur sérieux ne s'étant présenté, le tube et ses composants ont été mis au rebut. Le miroir d'un diamètre de deux mètres fut alors exposé à l'Observatoire de Paris. Les deux lentilles ont été récemment[Quand ?]retrouvées dans leurs caisses d'emballage au sous-sol de cet observatoire astronomique.
La lunette a toujours été la cible de moqueries et le sujet de caricatures peu flatteuses. L'ensemble de la communauté universitaire prévoyait l'inutilité de cet engin extraordinaire, l'aspect scientifique de la conception de l'instrument ne venant qu'en second plan. Il n'était en effet vu que comme la pièce maîtresse d'une exposition présentant le meilleur des avancées récentes dans l'industrie et la technologie.
Le sidérostat a été motorisé et installé à l'observatoire de Meudon.

## Galerie

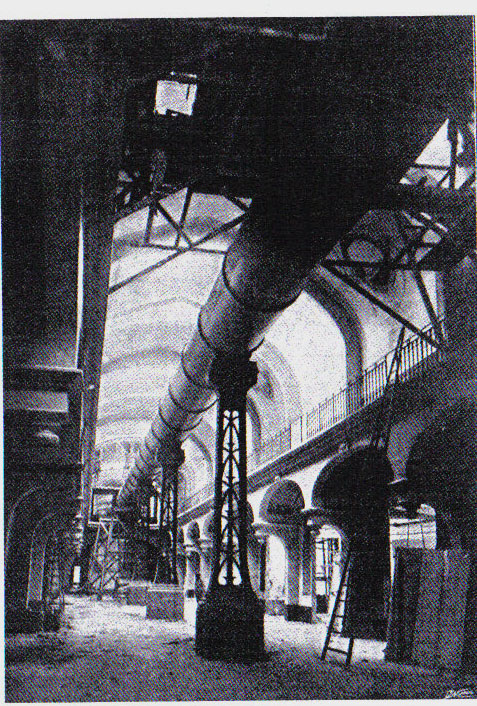
La grande lunette
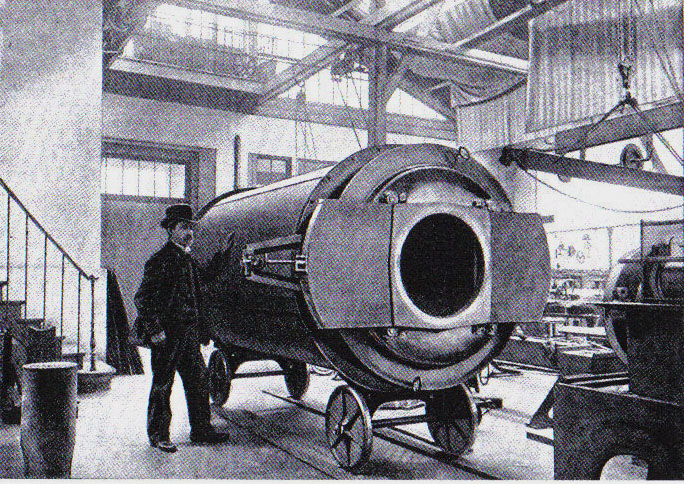
Support de la lentille oculaire
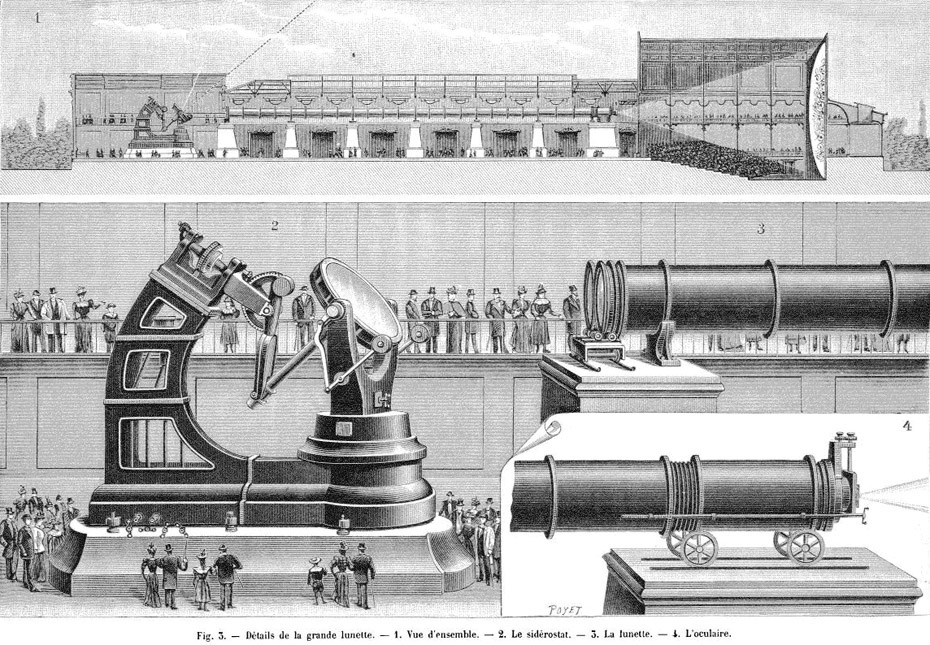
Vue d'ensemble de la lunette
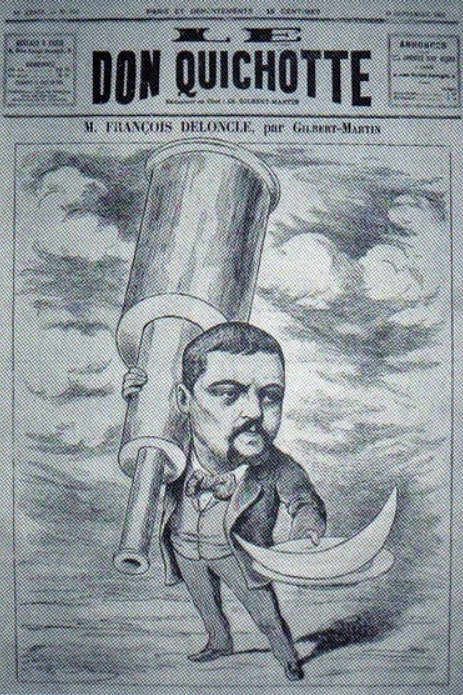
François Deloncle : caricature par Charles Gilbert-Martin